# Copa Venezuela 2011
La Copa Venezuela 2011 es la 38.ª edición del clásico torneo de copa entre clubes de Venezuela  y en el cual participan clubes de la 1ª División y 2ª División A. El torneo es dirigido por la Federación Venezolana de Fútbol.
En esta competencia es obligatoria la alineación de jugadores nacidos en los años 91-92, y su sustitución será libre una vez comenzado el partido; entretanto, los jugadores de los años 93-94 sólo podrán suplidos por jugadores de su misma edad.
La Copa Venezuela concede el primer cupo a la Copa Sudamericana 2012, de acuerdo con las bases de competencia establecidas por la Federación Venezolana de Fútbol.
A diferencia de otras ediciones, el campeón de la edición anterior Trujillanos y el campeón nacional Deportivo Táchira, están clasificados a la segunda ronda del torneo y no disputarán la primera ronda, por lo que la primera ronda contara con 28 equipos y 14 emparejamiento

## Equipos participantes

### Resumen
| Primera             | 18 | Primera y segunda fase | Trujillanos y Deportivo Táchira están clasificados directamente a la segunda ronda por ser campeón de la edición anterior y campeón nacional respectivamente. |
| Segunda             | 12 | Primera fase           | De los 24 equipos de la categoría, 6 equipos no pueden disputar el torneo por ser equipos filial. Otros 6 equipos decidieron no participar.                   |
| Total de equipos 30 |    |                        | |

## Desarrollo

### Primera fase
La primera fase se jugara a partidos de ida y vuelta, con la participación de veintiocho conjuntos emparejados en catorce llaves, enfrentándose equipos de la Segunda División de Venezuela y equipos de la Primera División de Venezuela.
| Fechas          | Local ida             | El ganador clasifica como | Local vuelta          | Ida | Vuelta | Global |
| --------------- | --------------------- | ------------------------- | --------------------- | --- | ------ | ------ |
| 31-ago y 4-sep  | Minasoro              | Ganador 1                 | Mineros de Guayana    | 1–5 | 0–9    | 1-14   |
| 31-ago y 4-sep  | (v) Angostura         | Ganador 2                 | Monagas               | 0–0 | 2–2    | 2-2    |
| 31-ago y 4-sep  | Universidad Central   | Ganador 3                 | Caracas               | 0–3 | 0–2    | 0-5    |
| 31-ago y 4-sep  | Atlético Miranda      | Ganador 4                 | Real Esppor           | 0–4 | 2–2    | 2-6    |
| 31-ago y 3-sep  | Unión Atlético Aragua | Ganador 5                 | Deportivo Petare      | 1–1 | 0–4    | 1-5    |
| 31-ago y 4-sep  | Guaraní               | Ganador 6                 | Aragua                | 0–0 | 0–1    | 0-1    |
| 31-ago y 3-sep  | Arroceros de Calabozo | Ganador 7                 | Tucanes de Amazonas   | 0–1 | 2–5    | 2-6    |
| 31-ago y 4-sep  | Atlético Socopó       | Ganador 8                 | Zamora                | 1–1 | 0–1    | 1-2    |
| 31-ago y 4-sep  | Lotería del Táchira   | Ganador 9                 | Estudiantes de Mérida | 1–0 | 3–1    | 4-1    |
| 31-ago y 4-sep  | Ureña                 | Ganador 10                | Atlético El Vigía     | 1–1 | 0–1    | 1-2    |
| 31-ago y 4-sep  | Llaneros de Guanare   | Ganador 11                | Zulia                 | 1–1 | 3–1    | 4-2    |
| 14-sep y 29-sep | Carabobo              | Ganador 12                | Yaracuyanos           | 1-0 | 2-1    | 3-1    |
| 1-sep y 4-sep   | Portuguesa            | Ganador 13                | Deportivo Lara        | 0–4 | 2–1    | 2-5    |
| 4-sep y 7-sep   | Fundación Cesarger FC | Ganador 14                | Deportivo Anzoátegui  | 0–0 | 1-4    | 1-4    |

### Fase Final
|  | Octavos de final            | Octavos de final            | Octavos de final            |                    |   | Cuartos de final               | Cuartos de final               | Cuartos de final               |  |  | Semifinales                      | Semifinales                      | Semifinales                      |  |  | Final                            | Final                            | Final                            |
|  | 5 de octubre y 9 de octubre | 5 de octubre y 9 de octubre | 5 de octubre y 9 de octubre |                    |   | 26 de octubre y 2 de noviembre | 26 de octubre y 2 de noviembre | 26 de octubre y 2 de noviembre |  |  | 9 de noviembre y 13 de noviembre | 9 de noviembre y 13 de noviembre | 9 de noviembre y 13 de noviembre |  |  | 30 de noviembre y 7 de diciembre | 30 de noviembre y 7 de diciembre | 30 de noviembre y 7 de diciembre |
|  |                             |                             |                             |                    |   |                                |                                |                                |  |  |                                  |                                  |                                  |  |  |                                  |                                  |                                  |
|  |                             |                             |                             |                    |   |                                |                                |                                |  |  |                                  |                                  |                                  |  |  |                                  |                                  |                                  |
|  |                             |                             |                             |                    |   |                                |                                |                                |  |  |                                  |                                  |                                  |  |  |                                  |                                  |                                  |
|  | Deportivo Petare            | 1                           | 0                           |                    |   |                                |                                |                                |  |  |                                  |                                  |                                  |  |  |                                  |                                  |                                  |
|  | Deportivo Petare            | 1                           | 0                           |                    |   |                                |                                |                                |  |  |                                  |                                  |                                  |  |  |                                  |                                  |                                  |
|  | Aragua                      | 1                           | 1                           |                    |   |                                |                                |                                |  |  |                                  |                                  |                                  |  |  |                                  |                                  |                                  |
|  | Aragua                      | 1                           | 1                           | Aragua             | 0 | 1                              |                                |                                |  |  |                                  |                                  |                                  |  |  |                                  |                                  |                                  |
|  |                             |                             |                             |                    | 0 | 1                              |                                |                                |  |  |                                  |                                  |                                  |  |  |                                  |                                  |                                  |
|  |                             | Mineros de Guayana          | 1                           | 3                  |   |                                |                                |                                |  |  |                                  |                                  |                                  |  |  |                                  |                                  |                                  |
|  | Mineros de Guayana (v)      | Mineros de Guayana          | 1                           | 3                  | 2 | 2                              |                                |                                |  |  |                                  |                                  |                                  |  |  |                                  |                                  |                                  |
|  | Mineros de Guayana (v)      |                             |                             |                    | 2 | 2                              |                                |                                |  |  |                                  |                                  |                                  |  |  |                                  |                                  |                                  |
|  | Real Esppor                 | 1                           | 3                           |                    |   |                                |                                |                                |  |  |                                  |                                  |                                  |  |  |                                  |                                  |                                  |
|  | Real Esppor                 | 1                           | 3                           | Mineros de Guayana | 2 | 1                              |                                |                                |  |  |                                  |                                  |                                  |  |  |                                  |                                  |                                  |
|  |                             |                             |                             |                    | 2 | 1                              |                                |                                |  |  |                                  |                                  |                                  |  |  |                                  |                                  |                                  |
|  |                             | Caracas                     | 1                           | 1                  |   |                                |                                |                                |  |  |                                  |                                  |                                  |  |  |                                  |                                  |                                  |
|  | Deportivo Anzoátegui        | Caracas                     | 1                           | 1                  | 2 | 1                              |                                |                                |  |  |                                  |                                  |                                  |  |  |                                  |                                  |                                  |
|  | Deportivo Anzoátegui        |                             |                             |                    | 2 | 1                              |                                |                                |  |  |                                  |                                  |                                  |  |  |                                  |                                  |                                  |
|  | Caracas                     | 1                           | 3                           |                    |   |                                |                                |                                |  |  |                                  |                                  |                                  |  |  |                                  |                                  |                                  |
|  | Caracas                     | 1                           | 3                           | Tucanes            | 1 | 0                              |                                |                                |  |  |                                  |                                  |                                  |  |  |                                  |                                  |                                  |
|  |                             |                             |                             |                    | 1 | 0                              |                                |                                |  |  |                                  |                                  |                                  |  |  |                                  |                                  |                                  |
|  |                             | Caracas                     | 2                           | 1                  |   |                                |                                |                                |  |  |                                  |                                  |                                  |  |  |                                  |                                  |                                  |
|  | Tucanes                     | Caracas                     | 2                           | 1                  | 2 | 0                              |                                |                                |  |  |                                  |                                  |                                  |  |  |                                  |                                  |                                  |
|  | Tucanes                     |                             |                             |                    | 2 | 0                              |                                |                                |  |  |                                  |                                  |                                  |  |  |                                  |                                  |                                  |
|  | Angostura                   | 1                           | 0                           |                    |   |                                |                                |                                |  |  |                                  |                                  |                                  |  |  |                                  |                                  |                                  |
|  | Angostura                   | 1                           | 0                           | Mineros de Guayana | 2 | 1                              |                                |                                |  |  |                                  |                                  |                                  |  |  |                                  |                                  |                                  |
|  |                             |                             |                             |                    | 2 | 1                              |                                |                                |  |  |                                  |                                  |                                  |  |  |                                  |                                  |                                  |
|  |                             | Trujillanos                 | 1                           | 0                  |   |                                |                                |                                |  |  |                                  |                                  |                                  |  |  |                                  |                                  |                                  |
|  | Deportivo Táchira           | Trujillanos                 | 1                           | 0                  | 1 | 0                              |                                |                                |  |  |                                  |                                  |                                  |  |  |                                  |                                  |                                  |
|  | Deportivo Táchira           |                             |                             |                    | 1 | 0                              |                                |                                |  |  |                                  |                                  |                                  |  |  |                                  |                                  |                                  |
|  | Atlético El Vigía (p)       | 0                           | 1                           |                    |   |                                |                                |                                |  |  |                                  |                                  |                                  |  |  |                                  |                                  |                                  |
|  | Atlético El Vigía (p)       | 0                           | 1                           | Carabobo           | 1 | 0                              |                                |                                |  |  |                                  |                                  |                                  |  |  |                                  |                                  |                                  |
|  |                             |                             |                             |                    | 1 | 0                              |                                |                                |  |  |                                  |                                  |                                  |  |  |                                  |                                  |                                  |
|  |                             | Atlético El Vigía           | 0                           | 4                  |   |                                |                                |                                |  |  |                                  |                                  |                                  |  |  |                                  |                                  |                                  |
|  | Carabobo                    | Atlético El Vigía           | 0                           | 4                  | 2 | 3                              |                                |                                |  |  |                                  |                                  |                                  |  |  |                                  |                                  |                                  |
|  | Carabobo                    |                             |                             |                    | 2 | 3                              |                                |                                |  |  |                                  |                                  |                                  |  |  |                                  |                                  |                                  |
|  | Lotería del Táchira         | 0                           | 2                           |                    |   |                                |                                |                                |  |  |                                  |                                  |                                  |  |  |                                  |                                  |                                  |
|  | Lotería del Táchira         | 0                           | 2                           | Atlético El Vigía  | 0 | 0                              |                                |                                |  |  |                                  |                                  |                                  |  |  |                                  |                                  |                                  |
|  |                             |                             |                             |                    | 0 | 0                              |                                |                                |  |  |                                  |                                  |                                  |  |  |                                  |                                  |                                  |
|  |                             | Trujillanos                 | 1                           | 3                  |   |                                |                                |                                |  |  |                                  |                                  |                                  |  |  |                                  |                                  |                                  |
|  | Deportivo Lara              | Trujillanos                 | 1                           | 3                  | 3 | 1                              |                                |                                |  |  |                                  |                                  |                                  |  |  |                                  |                                  |                                  |
|  | Deportivo Lara              |                             |                             |                    | 3 | 1                              |                                |                                |  |  |                                  |                                  |                                  |  |  |                                  |                                  |                                  |
|  | Zamora                      | 2                           | 2                           |                    |   |                                |                                |                                |  |  |                                  |                                  |                                  |  |  |                                  |                                  |                                  |
|  | Zamora                      | 2                           | 2                           | Zamora             | 1 | 1                              |                                |                                |  |  |                                  |                                  |                                  |  |  |                                  |                                  |                                  |
|  |                             |                             |                             |                    | 1 | 1                              |                                |                                |  |  |                                  |                                  |                                  |  |  |                                  |                                  |                                  |
|  |                             | Trujillanos                 | 3                           | 2                  |   |                                |                                |                                |  |  |                                  |                                  |                                  |  |  |                                  |                                  |                                  |
|  | Llaneros de Guanare         | Trujillanos                 | 3                           | 2                  | 1 | 0                              |                                |                                |  |  |                                  |                                  |                                  |  |  |                                  |                                  |                                  |
|  | Llaneros de Guanare         |                             |                             |                    | 1 | 0                              |                                |                                |  |  |                                  |                                  |                                  |  |  |                                  |                                  |                                  |
|  | Trujillanos                 | 1                           | 1                           |                    |   |                                |                                |                                |  |  |                                  |                                  |                                  |  |  |                                  |                                  |                                  |

| Club Deportivo Mineros de Guayana Clasifica a Copa Sudamericana 2012 |

### Octavos de final
| 5 de octubre de 2011 | Deportivo Petare | 1:1     | Aragua                    | Olímpico de la UCV, Caracas                                     |                                                                 |
|                      | José Parada 63'  | Reporte | Javier González 27' (ag.) | Asistencia: 425 espectadores Árbitro(s): Randy Torrealba (Lara) | Asistencia: 425 espectadores Árbitro(s): Randy Torrealba (Lara) |

| 9 de octubre de 2011 | Aragua         | 1:0     | Deportivo Petare | Hermanos Ghersi, Maracay                                             |                                                                      |
|                      | Lucas Moya 56' | Reporte |                  | Asistencia: 2.293 espectadores Árbitro(s): José Luis Hoyo (Trujillo) | Asistencia: 2.293 espectadores Árbitro(s): José Luis Hoyo (Trujillo) |

| 5 de octubre de 2011 | Mineros de Guayana                        | 2:1     | Real Esppor         | CTE Cachamay, Ciudad Guayana                                        |                                                                     |
|                      | Edson Castillo 43' · Julio Gutiérrez 90+2 | Reporte | Jonathan Guerra 72' | Asistencia: 12.794 espectadores Árbitro(s): Rafael Guarin (Barinas) | Asistencia: 12.794 espectadores Árbitro(s): Rafael Guarin (Barinas) |

| 9 de octubre de 2011 | Real Esppor                                            | 3:2     | Mineros de Guayana     | Brígido Iriarte, Caracas                                        |                                                                 |
|                      | Luiyi Erazo 10' · Ángel Chourio 81' · Lewis Zapata 87' | Reporte | José Torrealba 51' 90' | Asistencia: 709 espectadores Árbitro(s): Jimmy García (Táchira) | Asistencia: 709 espectadores Árbitro(s): Jimmy García (Táchira) |

| 5 de octubre de 2011 | Deportivo Anzoátegui                    | 2:1     | Caracas           | José Antonio Anzoátegui, Puerto La Cruz                           |                                                                   |
|                      | Gelmin Rivas 86' · Pablo Richetti 90+1' | Reporte | Josef Martínez 4' | Asistencia: 4.838 espectadores Árbitro(s): José Marquina (Mérida) | Asistencia: 4.838 espectadores Árbitro(s): José Marquina (Mérida) |

| 9 de octubre de 2011 | Caracas                                                 | 3:1     | Deportivo Anzoátegui | Olímpico de la UCV, Caracas                                        |                                                                    |
|                      | Pablo Camacho 41' · Ángelo Peña 45' · Edgar Jiménez 75' | Reporte | Javier López 80'     | Asistencia: 9.821 espectadores Árbitro(s): Rafael Guarín (Barinas) | Asistencia: 9.821 espectadores Árbitro(s): Rafael Guarín (Barinas) |

| 5 de octubre de 2011 | Tucanes de Amazonas         | 2:1     | Angostura           | Antonio José de Sucre, Puerto Ayacucho                                   |                                                                          |
|                      | Francisco Primera 44' 90+3' | Reporte | Julián Di Cosmo 23' | Asistencia: 9.200 espectadores Árbitro(s): Jesús Valenzuela (Portuguesa) | Asistencia: 9.200 espectadores Árbitro(s): Jesús Valenzuela (Portuguesa) |

| 9 de octubre de 2011 | Angostura | 0:0     | Tucanes de Amazonas | Ricardo Tulio Maya, Ciudad Bolívar                                     |                                                                        |
|                      |           | Reporte |                     | Asistencia: 2.200 espectadores Árbitro(s): Alejandro Ramírez (Miranda) | Asistencia: 2.200 espectadores Árbitro(s): Alejandro Ramírez (Miranda) |

| 5 de octubre de 2011 | Deportivo Táchira    | 1:0     | Atlético El Vigía | Polideportivo de Pueblo Nuevo, San Cristóbal                      |                                                                   |
|                      | Anderson Arias 90+1' | Reporte |                   | Asistencia: 5.040 espectadores Árbitro(s): Rafael López (Cojedes) | Asistencia: 5.040 espectadores Árbitro(s): Rafael López (Cojedes) |

| 9 de octubre de 2011 | Atlético El Vigía | 1:0     | Deportivo Táchira | Ramón Hernández, El Vigía                                           |                                                                     |
|                      | Amir Buelvas 85'  | Reporte |                   | Asistencia: 3.386 espectadores Árbitro(s): Adrián Cabello (Bolívar) | Asistencia: 3.386 espectadores Árbitro(s): Adrián Cabello (Bolívar) |

| Tiros desde el punto penal |                  |     |                  |           |
| Miranda                    | Fallo de penal   | 0:1 | Acierto de penal | Herrera   |
| Rentería                   | Acierto de penal | 1:1 | Fallo de penal   | Chacón    |
| Contreras                  | Acierto de penal | 2:1 | Fallo de penal   | Cova      |
| Granados                   | Acierto de penal | 3:1 | Fallo de penal   | Fernández |
|                            |                  |     |                  |           |

| 5 de octubre de 2011 | Carabobo                                | 2:0     | Lotería del Táchira | Polideportivo Misael Delgado, Valencia                                 |                                                                        |
|                      | Leiner Rolong 20' · Diamante Acosta 57' | Reporte |                     | Asistencia: 3.199 espectadores Árbitro(s): Mayker Gómez (Dtto Capital) | Asistencia: 3.199 espectadores Árbitro(s): Mayker Gómez (Dtto Capital) |

| 8 de octubre de 2011 | Lotería del Táchira                            | 2:3     | Carabobo                              | Complejo Deportivo UCAT, San Cristóbal |                                 |
|                      | Giovanny Mendoza 16' · Leonardo Colmenares 35' | Reporte | Heiber Díaz 20' · Pierre Pluchino 26' | Árbitro(s): Edson Suárez (Lara)        | Árbitro(s): Edson Suárez (Lara) |

| 5 de octubre de 2011 | Deportivo Lara                                | 3:2     | Zamora                                  | Metropolitano de Cabudare, Cabudare                               |                                                                   |
|                      | Zamir Valoyes 45+1' 48' · Marcelo Maidana 67' | Reporte | César Martínez 61' · Luciano Ursino 85' | Asistencia: 3.987 espectadores Árbitro(s): Héctor Rojas (Monagas) | Asistencia: 3.987 espectadores Árbitro(s): Héctor Rojas (Monagas) |

| 9 de octubre de 2011 | Zamora                 | 2:1     | Deportivo Lara       | Agustín Tovar, Barinas                                         |                                                                |
|                      | Gabriel Torres 11' 48' | Reporte | Rafael Castellín 85' | Asistencia: 3.442 espectadores Árbitro(s): José Argote (Zulia) | Asistencia: 3.442 espectadores Árbitro(s): José Argote (Zulia) |

| 5 de octubre de 2011 | Llaneros de Guanare   | 1:1     | Trujillanos       | Rafael Calles Pinto, Guanare                                         |                                                                      |
|                      | Fredy Reyes 16' (ag.) | Reporte | Víctor Valera 60' | Asistencia: 3.971 espectadores Árbitro(s): Alexis Herrera (Carabobo) | Asistencia: 3.971 espectadores Árbitro(s): Alexis Herrera (Carabobo) |

| 9 de octubre de 2011 | Trujillanos     | 1:0     | Llaneros de Guanare | José Alberto Pérez, Valera                                        |                                                                   |
|                      | Juan Falcón 15' | Reporte |                     | Asistencia: 2.235 espectadores Árbitro(s): José Marquina (Mérida) | Asistencia: 2.235 espectadores Árbitro(s): José Marquina (Mérida) |

### Cuartos de final
| 26 de octubre de 2011 | Aragua | 0:1 | Mineros de Guayana | Hermanos Ghersi, Maracay                                      |                                                               |
|                       |        |     | Darwin Machís 32'  | Asistencia: 1104 espectadores Árbitro(s): Edson Suárez (Lara) | Asistencia: 1104 espectadores Árbitro(s): Edson Suárez (Lara) |

| 2 de noviembre de 2011 | Mineros de Guayana                      | 3:1 | Aragua            | CTE Cachamay, Ciudad Guayana                                              |                                                                           |
|                        | Jorge Rojas 29' · Darwin Machís 54' 83' |     | Nicolas Croce 55' | Asistencia: 8915 espectadores Árbitro(s): Mayker Gómez (Distrito Capital) | Asistencia: 8915 espectadores Árbitro(s): Mayker Gómez (Distrito Capital) |

| 26 de octubre de 2011 | Tucanes de Amazonas | 1:2 | Caracas                | Antonio José de Sucre, Puerto Ayacucho                                |                                                                       |
|                       | Rolando Ramírez 8'  |     | Cristian Novoa 22' 59' | Asistencia: 13.050 espectadores Árbitro(s): Ramón Ortega (Portuguesa) | Asistencia: 13.050 espectadores Árbitro(s): Ramón Ortega (Portuguesa) |

| 2 de noviembre de 2011 | Caracas        | 1:0 | Tucanes de Amazonas | Olímpico de la UCV, Caracas                                       |                                                                   |
|                        | Jose Peraza 7' |     |                     | Asistencia: 6058 espectadores Árbitro(s): Hildemaro Lira (Mérida) | Asistencia: 6058 espectadores Árbitro(s): Hildemaro Lira (Mérida) |

| 26 de octubre de 2011 | Carabobo           | 1:0 | Atlético El Vigía | Misael Delgado, Carabobo                                          |                                                                   |
|                       | Rolando Suárez 40' |     |                   | Asistencia: 3.471 espectadores Árbitro(s): Héctor Rojas (Monagas) | Asistencia: 3.471 espectadores Árbitro(s): Héctor Rojas (Monagas) |

| 2 de noviembre de 2011 | Atlético El Vigía                                                                 | 4:0 | Carabobo | Ramón Hernández, El Vigía                                         |                                                                   |
|                        | Wislintos Rentería 8' · Gilson Salazar 36' · Marcelo Rojas 75' · Amir Buelvas 90' |     |          | Asistencia: 1289 espectadores Árbitro(s): Rafael Guarín (Barinas) | Asistencia: 1289 espectadores Árbitro(s): Rafael Guarín (Barinas) |

| 26 de octubre de 2011 | Zamora          | 1:3 | Trujillanos                                              | Agustín Tovar, Barinas                                            |                                                                   |
|                       | Juan García 88' |     | Juan Falcón 79' · Gerardo Mendoza 83' · Omar Perdomo 85' | Asistencia: 4.070 espectadores Árbitro(s): Rafael López (Cojedes) | Asistencia: 4.070 espectadores Árbitro(s): Rafael López (Cojedes) |

| 2 de noviembre de 2011 | Trujillanos                        | 2:1 | Zamora             | José Alberto Pérez, Valera        |                                   |
|                        | Juan Falcón 34' · Omar Perdomo 85' |     | Gabriel Torres 67' | Árbitro(s): Paúl Riera (Carabobo) | Árbitro(s): Paúl Riera (Carabobo) |

### Semifinal
| 9 de noviembre de 2011 | Caracas         | 1:2 | Mineros de Guayana                    | Olímpico de la UCV, Caracas                                      |                                                                  |
|                        | Rómulo Otero 5' |     | Darwin Machís 53' · Rafael Acosta 68' | Asistencia: 7036 espectadores Árbitro(s): José Marquina (Mérida) | Asistencia: 7036 espectadores Árbitro(s): José Marquina (Mérida) |

| 13 de noviembre de 2011 | Mineros de Guayana    | 1:1 | Caracas         | CTE Cachamay, Ciudad Guayana                                                   |                                                                                |
|                         | Julio Gutiérrez 45+1' |     | Angelo Peña 78' | Asistencia: 40393 espectadores Árbitro(s): Candelario Andarcia (Nueva Esparta) | Asistencia: 40393 espectadores Árbitro(s): Candelario Andarcia (Nueva Esparta) |

| 9 de noviembre de 2011 | Trujillanos | 1:0 | Atlético El Vigía | José Alberto Pérez, Valera |  |

| 13 de noviembre de 2011 | Atlético El Vigía | 0:3 | Trujillanos                                            | Ramón Hernández, El Vigía                                            |                                                                      |
|                         |                   |     | Omar Perdomo 10' · Roberto Armua 30' · Juan Falcón 63' | Asistencia: 4302 espectadores Árbitro(s): Alejando Ramírez (Miranda) | Asistencia: 4302 espectadores Árbitro(s): Alejando Ramírez (Miranda) |

### Final
| 30 de noviembre de 2011 | Trujillanos       | 1:2 | Mineros de Guayana                            | José Alberto Pérez, Valera                               |                                                          |
|                         | Roberto Armua 18' |     | Luis Vallenilla 50' · Jorge Alberto Rojas 52' | Asistencia: 18.000 espectadores Árbitro(s): Héctor Rojas | Asistencia: 18.000 espectadores Árbitro(s): Héctor Rojas |

| 7 de diciembre de 2011 | Mineros de Guayana   | 1:0 | Trujillanos | CTE Cachamay, Ciudad Guayana                                             |                                                                          |
|                        | Alejandro Guerra 50' |     |             | Asistencia: 42.000 espectadores Árbitro(s): Mayker Gómez (Dtto. Capital) | Asistencia: 42.000 espectadores Árbitro(s): Mayker Gómez (Dtto. Capital) |

## Goleadores
| Jugador              | Jugador        | Goles | Equipo             |
| -------------------- | -------------- | ----- | ------------------ |
| Bandera de Venezuela | Darwin Machís  | 8     | Mineros de Guayana |
| Bandera de Colombia  | Zamir Vayoles  | 4     | Deportivo Lara     |
| Bandera de Venezuela | Leiner Rolong  | 4     | Carabobo           |
| Bandera de Venezuela | José Torrealba | 4     | Mineros de Guayana |
| Bandera de Venezuela | Juan Falcón    | 3     | Trujillanos        |